# Mike Zambidis
Michalis "Mike" Zambidis (Griego: Μιχάλης Ζαμπίδης; nació el 15 de julio de 1980) es un peleador griego profesional de kickboxing y artes marciales. 15 veces campeón mundial, y el campeón actual de SUPERKOMBAT Middleweight Champion, también compite en K-1 MAX.

## Biografía y carrera
Mike Zambidis empezó a entrenar artes marciales antes de los nueve años con su hermano Spiros Zambidis y su mejor amigo Lazaros Filipas. Ha entrenado: Shotokan, Kickboxing, Boxeo, Muay Thai, lucha  y  Pankracio. Empezó a competir profesionalmente en el  2000, ganando contra notables oponentes, la mayoría de sus victorias han sido vía nocaut. Ha perdido por nocaut técnico dos veces por cortes, temprano en su carrera, después del  2002 su siguiente derrota por decisión técnica fue en 2008 ante Andy Souweren durante una ronda extra.
Durante el periodo del 2000 hasta el  2002, Zambidis derrotó a Jenk Behic dos veces, Gürkan Özkan dos veces, Baris Nezif, Wanlop Sosathopan, Bakari Tounkara, Matteo Sciacca y Petr Polak. en 2002, noqueó al fuerte y experimentado neerlandés-marroquí Hassan Kassrioui . El 26 de noviembre de 2002 ganó el  título K-1 Oceania MAX 2002 derrotando a John Wayne Parr en la final.
En 2003, su promotor Tarik Solak acordó el debut de Zambidis en Japón contra el campeón mundial de 2002 de K-1 Max Albert Kraus,  a quien noqueo en el segundo asalto. En abril de 2005, Zambidis noqueo al famoso Norifumi "Kid" Yamamoto con un gancho de derecha, frente a miles de fanáticos Japoneses. La debilidad de Zambidis al parecer es recibir patadas a las piernas, como fue visto en el 2006 cuando fue derrotado por el japonés Yoshihiro Sato, quien a pesar de ser lastimado por los golpes de Zambidis, se las arregló para acertar muchas patadas y rodillazos los cuales le dieron los puntos suficientes para asegurar una victoria por decisión unánime. Zambidis ha sido campeón nacional 4 veces de kickboxing así un gran número de títulos internacionales.
Adicionalmente a sus victorias, la pelea del K-1 World MAX 2010 Final 16 pactada el 3 de octubre de 2010 contra Chahid Oulad El Hadj fue notable por ser una de las más emocionantes de su carrera. Según declaró el comentarista "Sugar" Ray Sefo y Michael "The Voice" Schiavello, esta competencia fue tal que fijo estándares para otras peleas de K-1. Sin embargo Zambidis no logró llegar a la final, ya que perdió contra Giorgio Petrosyan por decisión unánime, pues el nocaut que le hizo a Petrosyan no contó para los jueces (y fue marcado como un resbalo).
Zambidis peleo una "Ruber match" (ambos ganando 1 pelea cada uno) contra el campeón Australiano de Muay Thai John Wayne Parr en mayo de 2011. Perdió por nocaut técnico (tres caídas)en la primera ronda.
Derrotó a Reece McAllister por decisión unánime en los cuartos de final del K-1 World MAX 2012 World Championship Tournament Final en Atenas Grecia el 15 de diciembre de 2015. Después fue derrotado por sumisión por el eventual campeón Murthel Groenhart en las semifinales. El mucho más grande Groenhart derrotó a Zambidis brutalmente con rodillazos y golpes, forzando a su esquina para que detuvieran la pelea al final de la segunda ronda.
Se supone que pelearía en un torneo de 4 peleadores en Rusia el 25 de mayo de 2013 contra Dzhabar Askerov en las semifinales. Pero fue reemplazado por Enriko Gogokhia.
Zambidis derrotó a Harun Kina por decisión unánime por la vacante en SUPERKOMBAT Middleweight Championship de SUPERKOMBAT VIP Edition en Bucharest, Rumania el 31 de agosto de 2013.
Se agendó una pelea ante en K-1 World MAX 2013 World Championship Tournament Final 16 en Majorca, España el 14 de septiembre de 2013. Sin embargo salió del torneo y fue reemplazado por Ismat Aghazade.
Perdió ante Xu Yan por decisión unánime, sufriendo varias caídas en las primeras 2 rondas, en Hero Legends En Jinan, China El 3 de enero de 2014
Zambidis y Batu Khasikov tuvieron su revancha en el WKN Heavyweight Kickboxing World Championship at Fight Night: Battle of Moscow XV evento en Moscú, Rusia el 28 de marzo de 2014.
Ganó su primer defensa del título en SUPERKOMBAT peso medio ante Harun Kina el 17 de enero en el Iron Challenge del 2015 desde Atenas, Grecia.

## Campeonatos y logros
- 2013 SUPERKOMBAT Middleweight Championship -71 kg/156.5lb (One time; current)
- 2012  K-1 World MAX 3rd Place
- 2012  W.I.P.U. "King of the Ring" Oriental Rules Super Welterweight World Champion -71 kg (5th title defence)
- 2011  W5 World Grand Prix KO World Champion -71 kg[18]
- 2011  W.I.P.U. "King of the Ring" Oriental Rules Super Welterweight World Champion -70 kg (4th title defence)[19]
- 2010  K-1 World MAX 3rd Place
- 2009  World PROFI World Champion (1st title defence)[20][21]
- 2008  W.I.P.U. "King of the Ring" Oriental Rules Super Welterweight World Champion -70 kg (3rd title defence)[22]
- 2008  A-1 Combat Cup Super Welterweight World Champion[23]
- 2006  W.I.P.U. "King of the Ring" Oriental Rules Super Welterweight World Champion -70 kg (2nd title defence)[24]
- 2005  World PROFI World Champion
- 2005	W.K.B.F. Super Welterweight World Champion[25]
- 2005  W.I.P.U. "King of the Ring" Oriental Rules Super Welterweight World Champion -70 kg (1st title defence)[26]
- 2004  A-1 World Combat Cup Champion -76 kg[27]
- 2003  W.I.P.U. "King of the Ring" Oriental Rules Super Welterweight World Champion -70 kg[28]
- 2002  W.O.K.A Super Welterweight World Champion (4th title defence)
- 2002  K-1 World Max Oceania Champion
- 2002  W.I.P.U. "King of the Ring" Thai Boxing Tournament Champion[29]
- 2001  W.O.K.A Super Welterweight World Champion (3 title defences that year)
- 2000  W.O.K.A Super Welterweight World Champion
- 1998	World PROFI Europe Champion
- 1997	I.S.K.A. Balkan Champion
- 1996/1998/1999/2000 Greek Boxing Champion